# بارقات
البارقات أو الفلقورينات أو واثبات النبات (الاسم العلمي: Fulgoroidea) هي فوق فصيلة من الحشرات يتبع رتبة نصفيات الأجنحة من شعيبة الحشرات.
تسمى بارقات لأنها تقفز قفزات كبيرة جدا بالنسبة لحجمها ، فهي تعتبر صاحبة الرقم القياسي للقفز من بين جميع الكائنات الحية الأخرى . بالمقانة بالإنسان كان يجب على الإنسان القفز عبر ملعبي كرة قدم ليكون مفي مستوي قفزاتها.

## ملخص
يتم تسطيح نباتات الغطاس جانبياً وتحمل أجنحتها العريضة عمودياً ، بطريقة تشبه الخيمة ، مخفية جوانب الجسم وجزء من الأرجل.  تنتج الحوريات من العديد من fulgoroids الشمع من الغدد الخاصة على البطن وأجزاء أخرى من الجسم. هذه المواد كارهة للماء وتساعد في إخفاء الحشرات. كما تنتج الإناث البالغات في العديد من العائلات الشمع الذي يمكن استخدامه لحماية البيض.
تمتلك حوريات الفولغورويد أيضًا آلية تروس  بيولوجية في قاعدة الأرجل الخلفية ، والتي تحافظ على تزامن الساقين عندما تقفز الحشرات. كانت التروس ، غير الموجودة في البالغين ، معروفة منذ عقود  قبل التعرف بعد ذلك على وظيفتها التي تعمل بالتزامن للأرجل عند القفز.

## فصائل
- فلقورية (الاسم العلمي:Fulgoridae)
- Acanaloniidae
- Achilidae
- Achilixiidae
- Cixiidae
- دلفاسيات
- Derbidae
- Dictyopharidae
- يوريبرا شيداي (= Eurybrachiidae)
- Flatidae
- Gengidae
- Hypochthonellidae
- عسوسيات
- Kinnaridae
- Lophopidae
- Meenoplidae
- Nogodinidae
- Ricaniidae
- Tettigometridae
- Tropiduchidae

## أصنوفات
الأصنوفات الأدنى لهذا الكائن:
- كود سباركل
- تحديث القائمة

فصيلة:فلقورية 
اسم علمي: Fulgoridae

فصيلة:يوريبرا شيداي 
اسم علمي: Eurybrachyidae

فصيلة:Acanaloniidae 
اسم علمي: Acanaloniidae

فصيلة:Achilidae 
اسم علمي: Achilidae

فصيلة:Achilixiidae 
اسم علمي: Achilixiidae

فصيلة:Areopodidae 
اسم علمي: Areopodidae

فصيلة:Cixiidae 
اسم علمي: Cixiidae

فصيلة:Delphacidae 
اسم علمي: Delphacidae

فصيلة:Dictyopharidae 
اسم علمي: Dictyopharidae

فصيلة:Dorytocidae 
اسم علمي: Dorytocidae

فصيلة:Eurybrachidae 
اسم علمي: Eurybrachidae

فصيلة:Flatidae 
اسم علمي: Flatidae

فصيلة:Fulgoridiidae 
اسم علمي: Fulgoridiidae

فصيلة:Gengidae 
اسم علمي: Gengidae

فصيلة:Hypochthonellidae 
اسم علمي: Hypochthonellidae

فصيلة:Jubisentidae 
اسم علمي: Jubisentidae

فصيلة:Kinnaridae 
اسم علمي: Kinnaridae

فصيلة:Lalacidae 
اسم علمي: Lalacidae

فصيلة:Limfjordiidae 
اسم علمي: Limfjordiidae

فصيلة:Lophopidae 
اسم علمي: Lophopidae

فصيلة:Meenoplidae 
اسم علمي: Meenoplidae

فصيلة:Mimarachnidae 
اسم علمي: Mimarachnidae

فصيلة:Neazoniidae 
اسم علمي: Neazoniidae

فصيلة:Nogodinidae 
اسم علمي: Nogodinidae

فصيلة:Perforissidae 
اسم علمي: Perforissidae

فصيلة:Prosbolopsidae 
اسم علمي: Prosbolopsidae

فصيلة:Qiyangiricaniidae 
اسم علمي: Qiyangiricaniidae

فصيلة:Tettigometridae 
اسم علمي: Tettigometridae

فصيلة:Tropiduchidae 
اسم علمي: Tropiduchidae

فصيلة:Weiwoboidae 
اسم علمي: Weiwoboidae

فصيلة:Yetkhatidae 
اسم علمي: Yetkhatidae

## صور

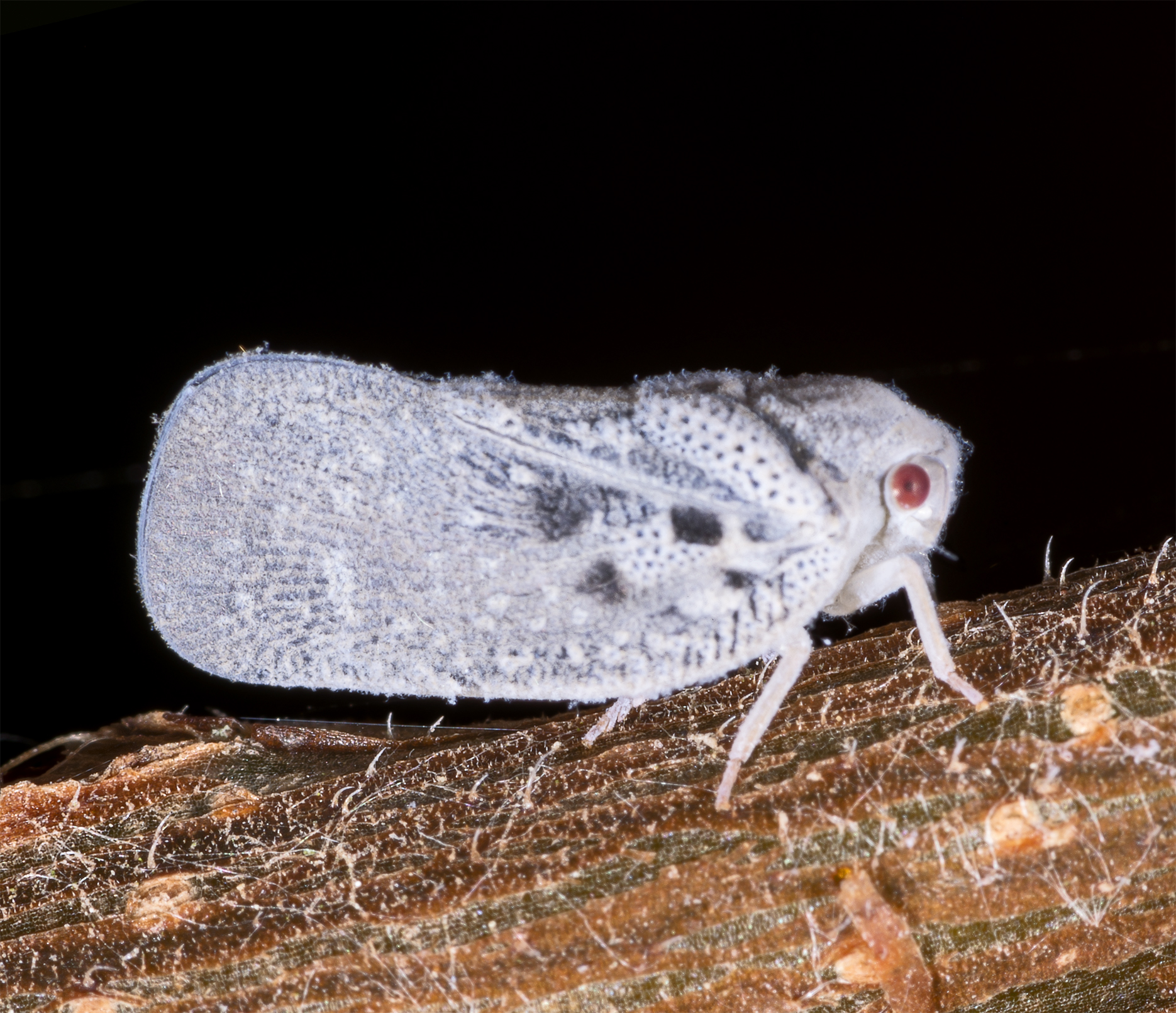
Metcalfa pruinosa (Flatidae)
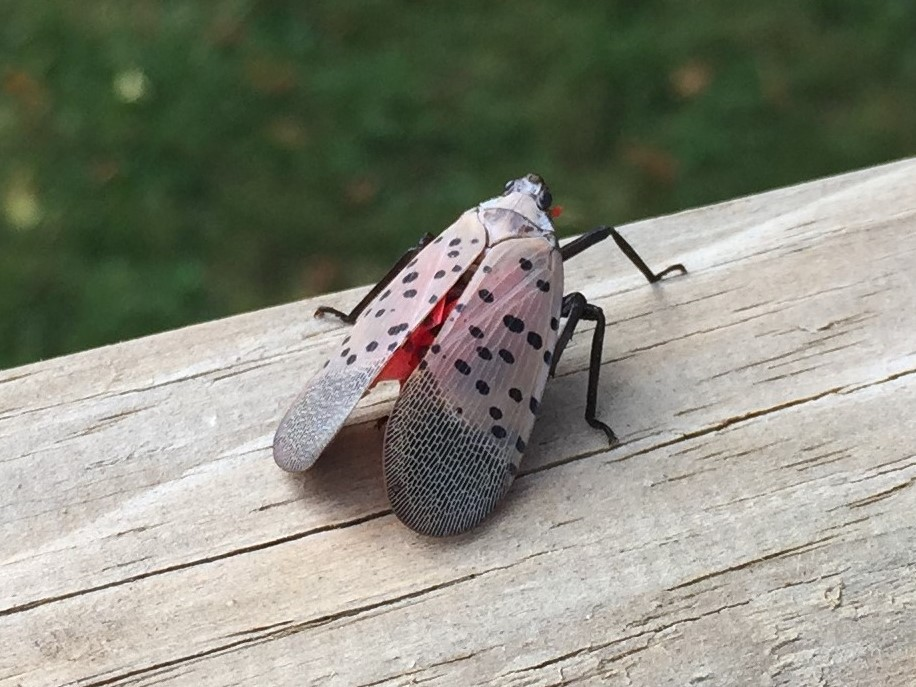
Lycorma delicatula (فلقورية)
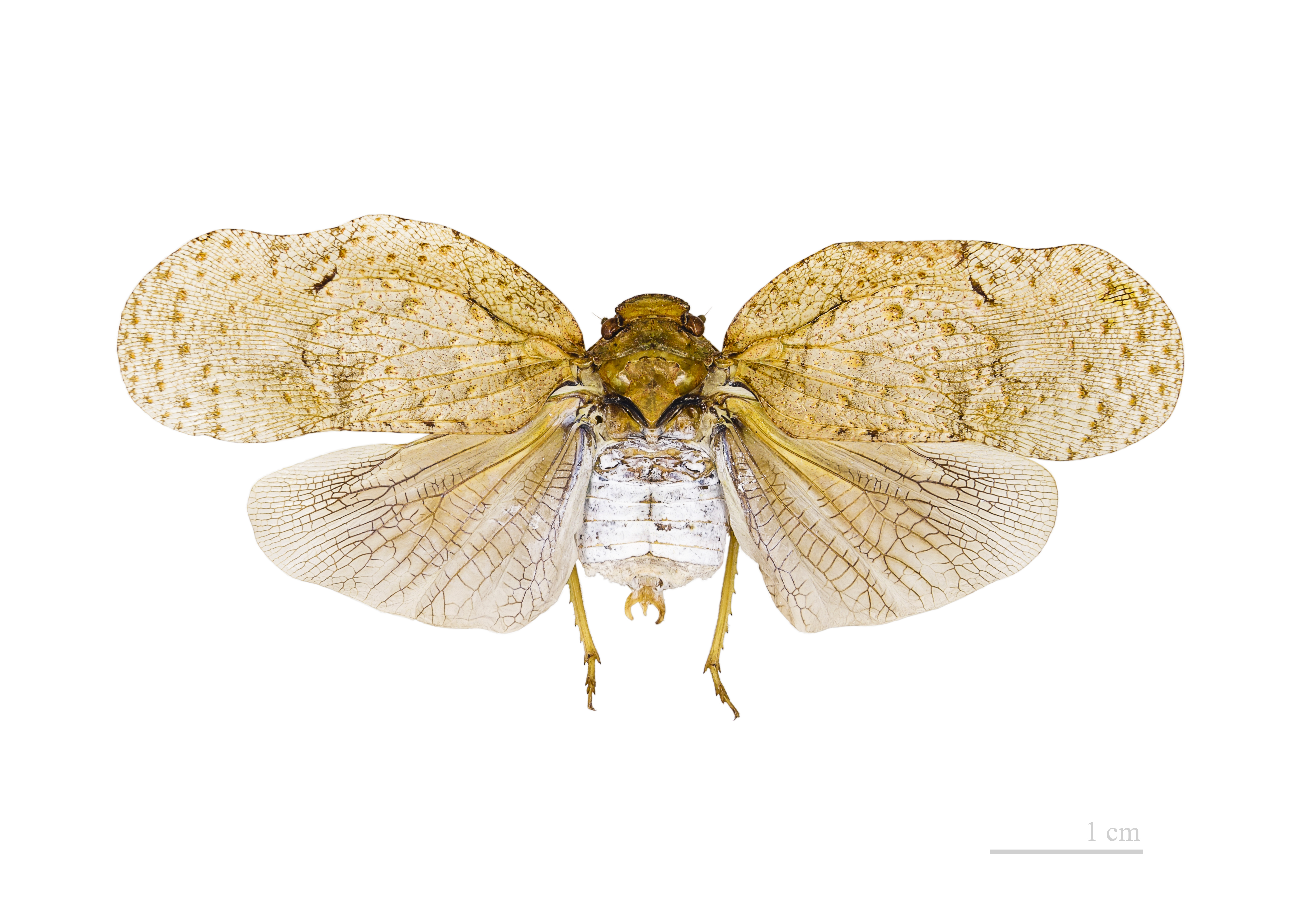
Flatolystra verrucosa (فلقورية)
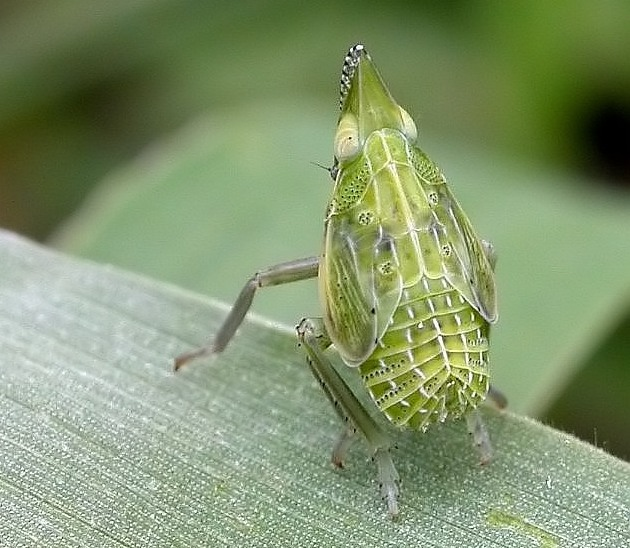
nymphal Dictyophara europaea
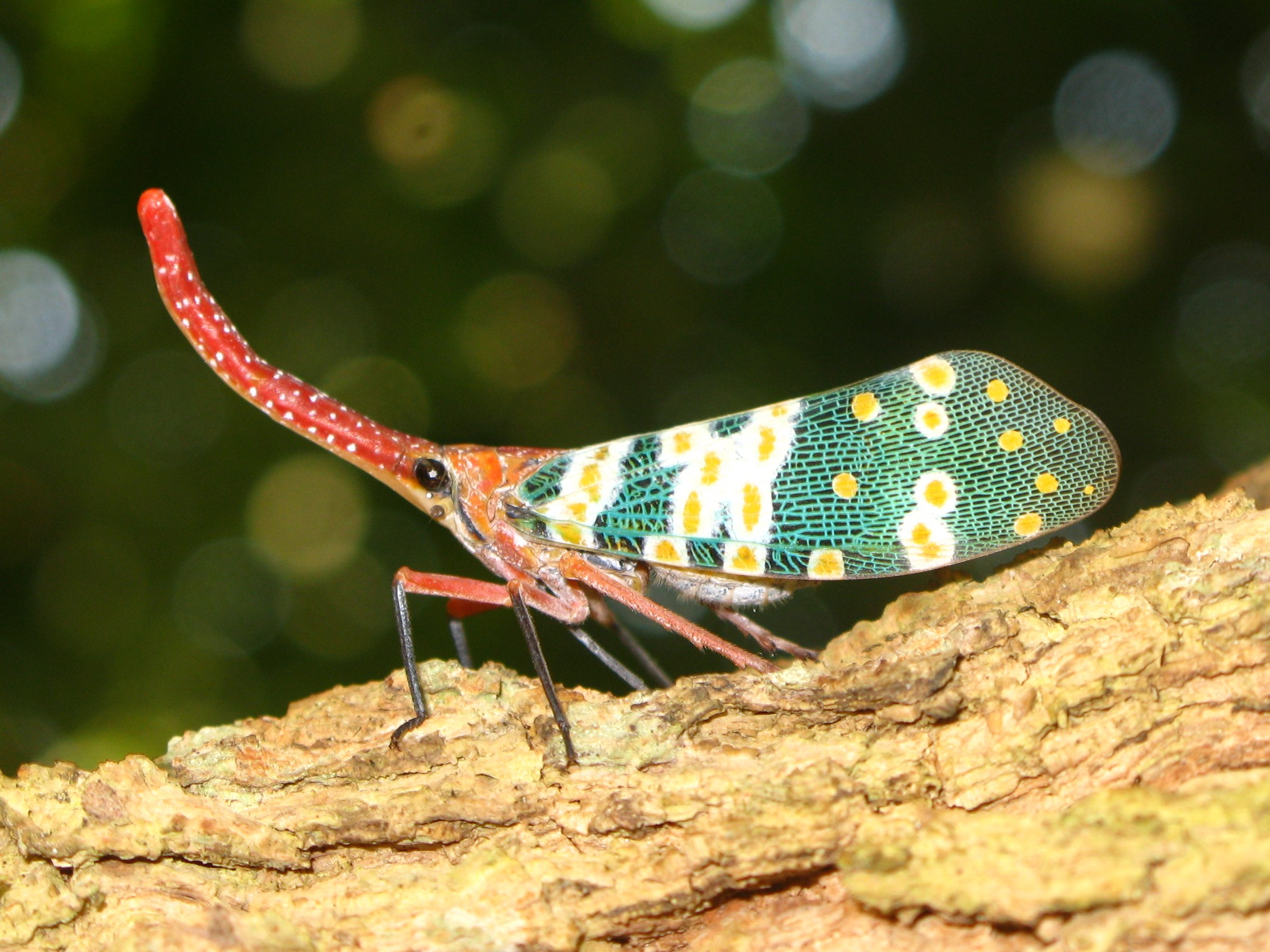
Pyrops candelaria فلقورية
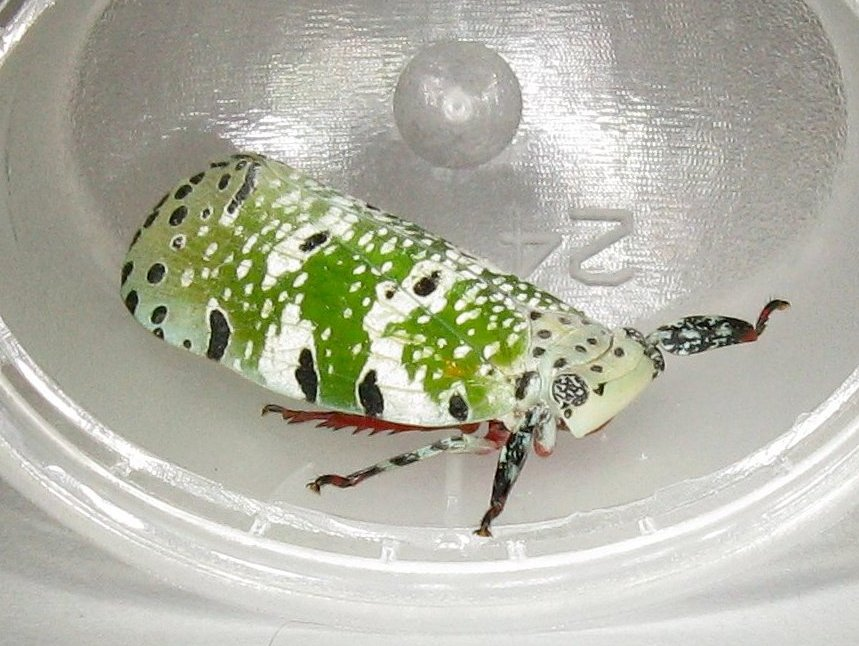
Paropioxys jucundus يوريبرا شيداي